# Leucania adjunctella
Leucania adjunctella är en fjärilsart som beskrevs av Embrik Strand 1917. Leucania adjunctella ingår i släktet Leucania och familjen nattflyn. Inga underarter finns listade i Catalogue of Life.